# Người phụ nữ và chiếc dù - Quý bà Monet và con trai
Người phụ nữ với chiếc dù – Quý bà Monet và con trai (tiếng Anh: Woman with a Parasol – Madame Monet and Her Son; tiếng Pháp: La Femme à l'ombrelle — Madame Monet et son fils)
đôi khi được gọi là The Stroll (tiếng Pháp: La Promenade) là một bức tranh sơn dầu trên vải của Claude Monet được hoàn thành năm 1875. Tác phẩm theo trường phái Ấn tượng mô tả vợ ông là Camille Monet và con trai của họ Jean Monet trong khoảng thời gian từ 1871 đến 1877 khi họ sống ở Argenteuil, ghi lại khoảnh khắc đi dạo vào một ngày hè đầy gió.